# Svatava
Svatava là một chợ huyện thuộc huyện Sokolov, vùng Karlovarský, Cộng hòa Séc.